# Euzonitis varentzowi
Euzonitis varentzowi là một loài bọ cánh cứng trong họ Meloidae. Loài này được Semenov miêu tả khoa học năm 1894.